# Лорд Джон Рокстон
Лорд Джон Рокстон (англ. Lord John Roxton)- персонаж Артура Конан-Дойла із серії творів про Професара Челленджера. Вперше з'являється у творі «Загублений світ», в якому він є членом експедиції до Південної Америки. Також один з головних персонажів в оповіданнях Отруєний пояс та Країна туманів.

## Опис
У Загубленому світі, Едвард Д. Мелоун, описує його як високого та худорлявого, з округлими плечима, коліш шкіри червоний «від сонця і вітру», колір очей — блакитний. Мелоун порівнює його з Дон Кіхотом та Наполеоном III, а також типовим англійським спортивним джентльменом.
Рокстон із захопленням зустрічає перспективу відвідати Загублений світ, здебільшого через перспективу привезти додому динозавра як мисливський трофей:
| Ліві лапки | "...спортивний ризик, молодий хлопче, це сіль існування. Тоді варто знову жити. Ми всі отримуємо занадто м'яке, тьмяне і зручне життя. Дайте мені великі пустки і широкі простори, зі зброєю в кулаці і чимось, що варто шукати, що варто знайти. Я пробував і війну, і стрибки зі скелі, і літаки, але полювання на звірів, схожих на омарів, - це зовсім нове відчуття", - “Загублений світ”, розділ 6. | Праві лапки |

Рокстон подорожував світом як мисливець на додаток до своїх пошуків як дослідника в основних частинах романів. Будучи ворогом рабства, він нажив собі ворогів у Бразилії у своїй кампанії проти цього інституту, і цей факт з'являється у сюжеті «Загубленого світу».
Загублений світ розташований на віддаленому південноамериканському плато, до якого можна дістатися, використовуючи зрубане дерево як міст через величезну прямовисну прірву. Коли лорд Джон Рокстон та інші члени його експедиції використовують цей імпровізований міст, щоб потрапити до Загубленого світу, Рокстон - єдиний, хто обирає легший, але небезпечніший варіант - пішки; всі інші сидять верхи на стовбурі дерева і пробираються по ньому.
Персонаж заснований на образі друга Конан Дойля, британського консула та ірландського націоналіста Роджера Кейсемента

## Інші появи
- Джон Рокстон - це також ім'я персонажа Майкла Крічтона у його романі «Загублений світ» 1995 року. Рокстон згадується на сторінці 19 як «ентузіаст-фандрайзер», який шукає скам'янілості в Монголії.
- Рокстон фігурує у вигаданій біографії Тарзана Філіпа Хосе Фармера «Тарзан живий», де стверджується, що він є нащадком лорда Байрона.
- Рокстон є другорядним персонажем новели «Віднайдений світ» у збірці «Міс Вайлдтайм і друзі ведуть розслідування» Джима Сміта.
- Рокстон ненадовго з'являється як другорядний персонаж у романі «Нові пригоди Доктора Хто» «Всепоглинаючий вогонь» Енді Лейна
- Сер Джон Рокстон, він же Сміливий Джон Рокстон з'являється в романах Джорджа Р. Р. Мартіна «Принцеса і королева», «Вогонь і кров» (роман) і «Повстання дракона» як лицар і глава дому Рокстонів під час громадянської війни, відомої як «Танець драконів»[2]